# Färnebo landskommun
Färnebo landskommun var en tidigare kommun i Värmlands län.

## Administrativ historik
När 1862 års kommunalförordningar trädde i kraft inrättades denna landskommun i Färnebo socken i Färnebo härad i Värmland. 
Vid kommunreformen 1952 upphörde kommunen och dess område lades samman med tre andra kommuners för att bilda Värmlandsbergs landskommun.
Området ingår sedan 1971 i Filipstads kommun.

## Kommunvapnet
Blasonering: I rött fält en mulltimmershytta av silver.
Vapnet fastställdes av Kungl. Maj:t den 31 juli 1945 och fördes senare av Värmlandsbergs landskommun.

## Politik

### Mandatfördelning i valen 1938-1946
|  | 18 | 6 |

| 23 |

| 2 | 17 | 6 |

| 23 |

| 4 | 17 | 4 |

| 23 |